# Die Venezianerin (heilige Maria Magdalena)
Die Venezianerin (auch: Hl. Maria Magdalena) ist ein Gemälde von Giovanni Girolamo Savoldo und entstand wahrscheinlich um 1535. Es befindet sich heute in der Dauerausstellung der Gemäldegalerie Berlin.
Das Bild ist als einziges der bisher bekannten vier eigenhändigen Fassungen signiert.  Thema und die Bedeutung des Bildes sind nicht abschließend geklärt, da historische Quellen und ikonografische Indizien fehlen.

## Beschreibung
Das hochformatige Gemälde misst 94,2 × 75,3 cm, ist verglast und hat heute einen vergoldeten Rahmen mit einem feinen Rankenmuster. Die Darstellung wird von einer zentralen Frauenfigur in Dreiviertelansicht, deren Unterkörper vom unteren Bildrand beschnitten ist, dominiert. Auf drei Seiten – links, rechts und oben – wird das Bild von einem schwarzen Rand begrenzt, welcher im gerahmten Zustand jedoch nicht sichtbar ist. Im linken unteren Bildbereich befindet sich die Künstlersignatur, geschrieben in drei Zeilen und Kleinbuchstaben.
Die Frauenfigur, welche in ein großes goldbraunes Tuch gehüllt ist, ist in eine Landschaftsdarstellung gesetzt. Sie steht vor hohen Mauern mit Rundbögen, die zu Nischen oder Durchgängen überleiten. Architektur und Figur nehmen fast den gesamten Bildraum ein. Über der Mauer ist in der linken Ecke blauer Tageshimmel mit einigen Wolken zu sehen. Es gibt spärliche Andeutungen von Vegetation; so sind die Zinnen am rechten sowie linken oberen Bildrand bewachsen. Die Mauer aus braun-rötlichen, länglichen Steinen bildet rechts einen rechten Winkel und die sich anschließende Wand strebt nach vorne aus dem Bild heraus, sodass sich eine recht enge Hof- oder Gartensituation ergibt, in der die Figur dem Betrachter nah gegenübersteht.
Das Licht fällt frontal auf die Frau und erzeugt auf dem goldbraunen Tuch starke Licht- und Schattenkontraste. Es wird deutlich, dass es sich hier um ein kostbares, glänzendes und schweres Material handelt. Das Tuch bedeckt Oberkörper und Kopf so, dass kein Haaransatz sichtbar ist. Der Rock unter dem Tuch erscheint in einem dunklen Rot mit recht regelmäßigen Falten. Das Gesicht ist durch das Tuch verschattet, die Nase wird dennoch stark beleuchtet und auch die Wölbungen von Kinnpartie, linker Wange und linker Augenpartie werden vom Licht noch erreicht.
Die Frauenfigur hat ihren linken Arm vor den Körper gelegt und hält mit der linken Hand den goldbraunen Überwurf gerafft, während ihre Rechte, vom Stoff bedeckt, zum Gesicht erhoben ist. Der Kopf neigt sich nach links und das Kinn scheint sich auf die sich unter dem Tuch abzeichnende Faust zu stützen.
Durch die leicht untersichtige Darstellung und die Blickrichtung der Figur aus dem Bild heraus entsteht der Eindruck, sie würde den Betrachter direkt ansehen.
Die Architektur schafft einen recht engen Bildraum, der vor allem nach hinten begrenzt ist. Die vorgebeugte Haltung und die zum Gesicht erhobene Hand implizieren eine leichte Bewegung der Figur. Das Gewand, das durch Licht und Schatten geprägt ist, dominiert das Bild nicht nur rein mit der Größe seiner Fläche, sondern auch durch den Charakter seiner geradezu fassbaren Stofflichkeit. Der unverwandte Blick der Frau aus dem Bild heraus zum Betrachter eröffnet schließlich noch eine kommunikative Ebene, die den Gesamteindruck maßgeblich bestimmt.

## Technik, Material und Erhaltungszustand
Das Bild wurde in Öl auf einer gelbgrauen Grundierung gemalt, der Bildträger besteht aus Leinen. Eine schwarze Unterzeichnung definiert einige der Konturen. Die hellen Bereiche sind mit dünner Farbe flüssig aufgetragen, während die Schatten mit tupfendem Pinsel entstanden.
Aufgrund verschiedener Veränderungen des Bildes über die Zeit ist der Zustand der originalen Substanz unterschiedlich. Der goldbraune Mantel ist recht gut erhalten, während im Gesicht Abreibungen zu verzeichnen sind.
Das Bild wurde 1856 bei laufendem Museumsbetrieb mutwillig beschädigt und der Figur ein Messerschnitt diagonal durch das Gesicht beigebracht, der sowohl die Farbschicht als auch die Leinwand beschädigte. Der Schaden wurde kurzfristig repariert, und das Gemälde kehrte in die Ausstellung zurück. Der Schnitt ist im Streiflicht noch sichtbar.
Im Jahr 1989 wurde das Bild anlässlich der Ausstellung „Giovanni Gerolamo Savoldo und die Renaissance zwischen Lombardei und Venetien“ in der Schirn Kunsthalle Frankfurt umfassend durch Mario Modestini (Kress Collection, New York City) restauriert. Dabei wurden alle nachträglichen Übermalungen entfernt, die das Gemälde weitgehend verfremdet hatten. Außerdem wurde ein verbräunter Firnis abgenommen, der den Bildeindruck insgesamt stark verdunkelt und verschleiert hatte. Diese Veränderungen waren schon beim Übergang in Museumsbesitz vorhanden gewesen, aber nicht entdeckt worden. Vor allem die Gesichtszüge der Frauenfigur waren durch die Übermalungen deutlich verändert: die Lippen waren voller und geschürzt, die Tränensäcke abgedeckt und die Augen mit starken Glanzlichtern versehen. Auch der Himmel, die Mauer im Hintergrund und die Pflanzen im Vordergrund waren übermalt.
Bei der Freilegung wurde festgestellt, dass schon vor der Übermalung eine zu starke Reinigung stattgefunden haben muss, von der die originale Malschicht beschädigt ist. Die Fehlstellen wurden mit behutsamen Retuschen ergänzt, sodass die ursprüngliche Darstellungsweise heute wieder besser nachempfunden werden kann.

## Ikonographie und Deutungen
Die Figur ist nicht eindeutig identifizierbar. Der Titel Die Venezianerin, der im Katalog des Kaiser-Friedrich-Museums geführt wurde, zeigt an, dass das Bild als profanes Kunstwerk angesehen wurde. Heute gilt es als Bildnis der Maria Magdalena, im wissenschaftlichen Diskurs der 2010er Jahre auch als Jungfrau Maria.
Für die Bestimmung des Bildthemas liegen weder Quellen vor, noch sind auf dem Bild  Attribute für eine bestimmte Heilige zu sehen. Da die anderen bekannten Fassungen jedoch ein kleines Gefäß zeigen, welches ein Salbgefäß sein könnte, wird angenommen, dass die Bilder Maria Magdalena darstellen sollen. Diese erscheint in der bildenden Kunst meist mit einem Salbgefäß, da sie laut der Erzählung im Johannesevangelium am Ostermorgen zum Grab Christi ging, um den Leichnam zu salben.
Die erste nachweisbare Deutung als Maria Magdalena besteht in der Beschreibung Octavio Rossis von 1620, der eine der Fassungen als „eine schöne Magdalena, von einem weißen Tuch bedeckt“ (una bellissima Maddalena coperta da un pan[no] bianco) bezeichnet.
Die Kunsthistorikerin Mary Pardo prägte 1989 die bis heute vorwiegend geteilte Interpretation, Savoldo habe die Begegnung zwischen Maria Magdalena und dem auferstandenen Jesus Christus am Ostermorgen (Johannesevangelium 20,11–18) dargestellt, wenn auch auf ungewöhnliche Art und Weise. Christus werde nicht gezeigt, sondern nur die Reaktion, die sein Erscheinen bei Maria Magdalena auslöst. Der Standpunkt Christi sei damit zugleich der des Betrachters. Das Licht, welches auf ihre Gestalt fällt, sei als göttliches Licht Christi zu verstehen. Pardo geht es in ihrer Argumentation vor allem um den Aspekt des Sich-Umwendens (turning point). Einerseits sei die gezeigte Figur gerade in einer Drehbewegung begriffen, andererseits wird der Begriff des Sich-Umwendens in der Bibelstelle Joh. 20, 11–18 mehrfach verwendet. Maria Magdalenas Gesichtsausdruck zeige eine Wandlung von Trauer zu Freude; insgesamt werde hier auch auf ihre Umkehr von ihrem Leben hin zu Christus verwiesen.
2014 stellte die Kunsthistorikerin Charlotte Nichols die These auf, dass die Figur die Mater dolorosa, also die trauernde Muttergottes Maria, darstellt. Dies wird damit begründet, dass die Körperhaltung, Farbgebung und Verschleierung der Figur in der italienischen Malerei des 16. Jahrhunderts für eine Maria Magdalena sehr ungewöhnlich und eher in Mariendarstellungen dieser Zeit zu finden seien. Nichols zufolge sei das Bild eine Stellungnahme Savoldos zur Frage, ob Christus nach seiner Auferstehung zuerst seiner Mutter oder Maria Magdalena erschienen sei. Eine Erzählung der Legenda Aurea berichtet über die Erscheinung Christi vor seiner Mutter.

## Geschichte und weitere Fassungen
Über den Auftraggeber und Bestimmungsort sowie die Funktion des Bildes ist nichts bekannt. Savoldo arbeitete in Venedig, nahm jedoch auch Aufträge aus seiner Heimatstadt Brescia entgegen. Seine Autorschaft an der Venezianerin gilt als gesichert. Die dreizeilig geschriebene Signatur sowie eine vergleichbare graue Grundierung findet sich auch in Savoldos Altarbild in der Kirche Santa Maria la Nuova in Terlizzi. Der schwarze Begrenzungsstreifen am Rand des Bildes ist auch auf anderen Gemälden Savoldos vorhanden.
Das Bildmotiv wurde mehrfach wiederholt. Dies belegen die Künstlerbiografien Carlo Ridolfis von 1648 und eine Beschreibung von Octavio Rossi aus dem Jahr 1620. Rossi beschreibt eine Fassung des Gemäldes im Haus der Familie Averoldi (Brescia), Ridolfi berichtet von einer gewissen Berühmtheit des Bildes und mehreren Kopien.
Heute sind vier Fassungen des Bildthemas mit anerkannter Urheberschaft Savoldos bekannt, die auch als Savoldos Magdalenen bezeichnet werden. Sie unterscheiden sich in der Größe, der Farbgebung, dem Faltenwurf des Gewandes voneinander. Die drei Fassungen, die neben der Venezianerin bekannt sind, enthalten die Darstellung einer kleinen offenen Vase, die auf einem Vorsprung in der linken unteren Bildecke steht.
Diese Fassungen sind:
- Maria Magdalena am Grabe Christi (Variante mit silbernem Gewand und Gefäß bei Nacht), London, National Gallery
- Maria Magdalena am Grabe Christi (Variante mit goldenem Gewand und Gefäß bei bewölktem Himmel), Los Angeles, Getty Museum
- Maria Magdalena am Grabe Christi (Variante mit goldenem Gewand und Gefäß bei Dämmerung), Florenz, Uffizien

Womöglich existierte noch eine fünfte Version, die sogenannte Gerini-Fassung. Sie ist durch eine Kopie überliefert, einer Radierung von Giuseppe Zocchi und Lorenzo Lorenzi. Laut der darauf verzeichneten Maßangaben war das kopierte Gemälde jedoch eine überlebensgroße Darstellung der Frauenfigur, was gegen eine Autorschaft Savoldos spricht.
Im Zuge der Savoldo-Ausstellung 1990 und eines begleitenden Symposiums fand erstmals eine vergleichende kunstwissenschaftliche Untersuchung dreier der vier bekannten Fassungen statt. Dabei wurde sich für alle vier Bilder auf eine Datierung zwischen 1535 und 1540 verständigt und eine Entstehungsreihenfolge vorgeschlagen. Die Berliner Venezianerin wurde zum spätesten Werk erklärt. Das Fehlen des Gefäßes und der Verzicht auf den Ausblick in die Landschaft, die sie von den drei übrigen Fassungen unterscheidet, wird dabei als Fortentwicklung verstanden. Zuvor war im Zuge der Restaurierung festgestellt worden, dass der blaue Himmel vom Künstler zuerst bis zur Hälfte der Bildhöhe angelegt worden war, dann jedoch die hohe Mauer darüber gemalt wurde. Dies kann bedeuten, dass die anderen Varianten, bei denen der Horizont auf halber Bildhöhe liegt, vorher entstanden sind und der Maler für dieses Bild die Komposition veränderte.
Es wird in manchen Beiträgen eine umgekehrte Reihenfolge der Bilder angenommen, in der die Berliner Venezianerin als erste Fassung steht. Der Wissenschaftler Michael Calder argumentierte zuletzt, dass Savoldo erst ab seiner zweiten Fassung das kleine Gefäß zugefügt habe, um dem Bild einen emblematischen Charakter zu geben.

## Provenienz
Das Bild trägt auf dem Keilrahmen das Siegel der Königlichen Akademie der Schönen Künste von Venedig. Über die vorherige Provenienz des Gemäldes ist nichts bekannt.
Im Jahr 1818 wurde es im Inventar der Sammlung des Kaufmanns Edward Solly als Verhüllte junge Frau, Kniestück verzeichnet. Es ist unbekannt, wann Solly es erworben hat.
1821 kam das Gemälde durch den Verkauf der Sammlung Solly in den Besitz der Berliner Gemäldegalerie. Nachdem der Eröffnung des Königlichen Museums (heute: Altes Museum) 1830 wurde das Gemälde durchgehend in der Dauerausstellung präsentiert. Im Oktober 1856 wurden Die Venezianerin sowie fünf weitere Gemälde in der Ausstellung von einer unbekannten Person mit einem Messer beschädigt.
Mit der Eröffnung des Kaiser-Friedrich-Museums (heute: Bode-Museum) zog das Gemälde in das neue Haus auf der Berliner Museumsinsel um. Ab 1939 war es wegen des Zweiten Weltkriegs ausgelagert und war ab 1973 das einzige der Sammlung verbliebene Werk Savoldos in der Gemäldegalerie Dahlem.
1989 wurde das Bild in New York City restauriert und zwischen März und September 1990 in der Savoldo-Ausstellung in Brescia (Abtei San Salvatore) und Frankfurt (Schirn Kunsthalle) präsentiert.
Heute ist das Bild in der Gemäldegalerie am Kulturforum Berlin ausgestellt.